# Heeslinger SC
Der Heeslinger SC (vollständiger Name: Heeslinger Sportclub e. V.) ist ein Sportverein aus Heeslingen im niedersächsischen Landkreis Rotenburg (Wümme). Die erste Fußballmannschaft schaffte im Jahre 2015 den Aufstieg in die fünftklassige Oberliga Niedersachsen und ist seitdem in der Liga aktiv.

## Geschichte

### Vorgängerverein TuS Heeslingen
Der Heeslinger SC wurde am 1. Juli 2013 als Nachfolgeverein des TuS Heeslingen gegründet. Der TuS Heeslingen wurde im Jahre 1906 gegründet. Die Fußballer spielten jahrzehntelang in der Fünftklassigkeit und in der Saison 2007/08 in der seinerzeit viertklassigen Oberliga Nord. In der Saison 2010/11 nahm der Verein am DFB-Pokal teil und unterlag vor rund 4300 Zuschauern dem damaligen Zweitligisten Energie Cottbus mit 1:2.
Im Jahre 2011 geriet der Verein in das Visier der Steuerfahndung. Der Verein soll unter anderem Lohnnebenkosten nicht korrekt abgeführt und den Spielern Schwarzgeld gezahlt haben. Insgesamt beliefen sich die Forderungen des Finanzamts und der Sozialversicherungsträger auf knapp eine Million Euro. Dem TuS Heeslingen wurde die Lizenz für die Oberligasaison 2013/14 verweigert, da unter anderem eine Unbedenklichkeitsbescheinigung des Finanzamtes vorzulegen war. Der Verein löste sich im Jahre 2013 auf.

### Heeslinger SC
Am 1. Juli 2013 wurde der Nachfolgeverein Heeslinger SC gegründet, der in der sechsklassigen Landesliga Lüneburg eingruppiert wurde und somit anstatt des TuS Heeslingen dort antrat. Der HSC wurde in seiner ersten Saison Vizemeister hinter Teutonia Uelzen. Ein Jahr später sicherten sich die Heeslinger vorzeitig die Meisterschaft und stiegen somit im Jahre 2015 in die fünfklassige Oberliga Niedersachsen auf. Der Verein stieg in der Saison 2015/16 als Viertletzter sportlich ab, blieb jedoch nach dem Aufstieg des 1. FC Germania Egestorf/Langreder und dem Rückzug des TuS Lingen Oberligist.
In der Saison 2020/21 wurde die Oberliga Niedersachsen aufgrund der COVID-19-Pandemie in zwei Staffeln aufgeteilt. Die Saison wurde allerdings abgebrochen. Der Heeslinger SC hatte im Vergleich zu den anderen Mannschaften beider Staffeln nach der Quotientenregel die beste Chance, in die viertklassige Regionalliga Nord aufzusteigen, konnte dies jedoch nicht, da der Niedersächsische Fußballverband sich gegen Aufsteiger in die Regionalliga Nord in dieser Saison entschied. Die Saison wurde letztendlich annulliert. 2022 erreichten die Heeslinger das Endspiel um den Niedersachsenpokal der Amateure, welches nach Elfmeterschießen gegen Blau-Weiß Lohne verloren wurde.

## Stadion
Der Heeslinger SC spielt, ebenso wie der TuS Heeslingen damals, im Waldstadion (4000 Plätze) in Heeslingen. Auch die A-Jugend spielt hier und das DFB-Pokalspiel des TuS Heeslingen wurde hier ausgetragen. Der zweite Fußballplatz ist der Trainingsplatz der ersten Mannschaft, dort werden allerdings auch die Heimspiele der B-Jugend-Mannschaften und der zweiten Mannschaft ausgetragen. Zusätzlich gibt es noch den Nebenplatz des Waldstadions, auf dem die Jugendmannschaften trainieren und auch die jüngeren Teams spielen.

## Weitere Sportarten
Neben Fußball bietet der Heeslinger SC noch Badminton, Ballsport, Einradfahren, Kinder-Jazztanz, Kinderturnen, Leichtathletik, Mutter & Kind, Sportabzeichen, Sport für Frauen, Sport für Männer, Tischtennis und Volleyball an.